# 香港電視網絡外購電影列表
本條目列出曾於香港電視網絡播放但並非由其公司所製作的外購電影。外購動畫電影請參看香港電視網絡外購動畫列表。
註：電影名稱前的為該電影於香港電視網絡的首播日期及頻道，電影名稱後的為該電影於其所屬地區的放映年份(如有)。

粵語配音（香港電視網絡製作）以此米色底色標示

## 台灣
| 首播日期      | 頻道     | 電影名稱 | 發行年 | 備註 |
| ------------- | -------- | -------- | ------ | ---- |
| 2015年2月20日 | 直播頻道 | 女孩壞壞 | 2012   |      |